# 3195 Fedchenko
3195 Fedchenko è un asteroide della fascia principale. Scoperto nel 1978, presenta un'orbita caratterizzata da un semiasse maggiore pari a 2,9134981 UA e da un'eccentricità di 0,0643525, inclinata di 0,86634° rispetto all'eclittica.
Prende il nome dal naturalista ed esploratore russo Aleksej Pavlovič Fedčenko.